# Караманиц, Фёдор Иванович
Караманиц Фёдор Иванович (18 апреля 1949, Стыла — 21 октября 2019, Кривой Рог, Днепропетровская область) — советский горный инженер, советский и украинский руководитель в горнорудной промышленности. Лауреат Государственной премии Украины в области науки и техники (2006).

## Биография
Родился 18 апреля 1949 года в селе Стыла Старобешевского района Донецкой области.
В 1971 году окончил Докучаевский горный техникум и переехал в город Кривой Рог.
В Кривом Роге начал работать крепёжником на шахте «Саксагань» Рудоуправления имени Ф. Э. Дзержинского треста «Дзержинскруда»: в 1973 году — заместитель начальника подземного участка, в 1974 году — начальник участка, в 1978 году — заместитель главного инженера, в 1982 году — главный инженер шахты.
В 1990 году без отрыва от производства окончил Криворожский горнорудный институт по специальности «Технология и комплексная механизация подземной разработки месторождений полезных ископаемых», получив квалификацию горного инженера-технолога.
В 1994 году — главный инженер шахты «Гигант», в 1996 году — директор шахты «Гигант» производственного объединения «Кривбассруда». В 1997 году — директор шахтоуправления «Родина» производственного объединения «Кривбассруда».
С апреля 2002 года — директор Криворожского железорудного комбината.
Умер 21 октября 2019 года после тяжёлой продолжительной болезни.

## Награды
- Государственная премия Украины в области науки и техники (20 декабря 2006) — за комплекс ресурсо- и энергосберегающих геотехнологий добычи и переработки минерального сырья, технических средств их мониторинга с системой управления и оптимизации горнорудных производств[2];
- Заслуженный работник промышленности Украины (20 января 2006)[3].